# Mars Astrobiology Explorer-Cacher
Mars Astrobiology Explorer-Cacher, MAX-C — марсоход космического агентства NASA, который должен был быть запущен к Марсу в 2018 году, и работать совместно с Европейским марсоходом программы Экзомарс. Разработка марсохода была приостановлена в апреле 2011 года из-за сокращения бюджета.
В качестве источника питания марсоход использовал бы солнечные батареи, с максимальной массой 300 кг, базируясь на компонентах систем марсохода Mars Science Laboratory (MSL). MAX-C проводил бы астробиологические исследования, давал бы оценку потенциальной жизнепригодности различных марсианских сред, собирал, анализировал и хранил бы наиболее ценные образцы с поверхности планеты, подходящие для возвращения на Землю.
Планировалось, что питаясь от солнечных батарей марсоход проедет 20 км по поверхности Марса. Расчётный срок службы — 500 марсианских суток (сол). Общая стоимость проекта составила бы 1,5—2 миллиарда долларов.

## Места́ посадок исследовательских аппаратов на карте Марса
Спирит

Оппортьюнити

Соджорнер
Викинг-1

Викинг-2

Феникс

Марс-3

Кьюриосити
Скиапарелли